# Shaggy și Scooby-Doo fac echipă
Shaggy și Scooby-Doo fac echipă (engleză Shaggy & Scooby-Doo Get a Clue!) este a zecea încarnare a francizei Hanna-Barbera Scooby-Doo. A debutat în 23 septembrie 2006 și a rulat pe Kids WB în diminețile de sâmbătă. Produs de Warner Bros. Animation, a fost ultimul serial din franciza Scooby Doo care a avut parte de implicarea co-fondatorului studioului Hanna-Barbera Joseph Barbera înainte de moartea acestuia în 2006.
În România, serialul a avut premiera pe Cartoon Network în anul 2007.

## Producție
Personajele au fost de asemenea redesenate pentru a arăta ca versiunile animate a cum arătau în filmul Scooby-Doo în acțiune reală. Pentru instanșă, Scooby a fost desenat cu ochi punctați. De-asemenea, este al treilea serial al francizei, după Un cățel numit Scooby Doo și Ce e nou, Scooby-Doo?, care nu este animat în stilul Hanna-Barbera. Este de asemenea primul serial unde Casey Kasem nu-l joacă pe Shaggy, ci în schimb este jucat de Scott Menville, deși Scott Innes și Billy West l-au portretizat în multe filme animate Scooby-Doo făcute pentru televiziune sau video. Deși, în acest serial, Kasem îl joacă pe unchiul lui Shaggy bogat și pe fugă, numit Albert. O altă diferență observabilă este că Shaggy poartă o cămașă albă cu mânecă scurtă cu o linie verde în mijloc și mâneci verzi în loc de tricoul său verde obișnuit. Frank Welker încă îl mai joacă pe Scooby. În plus, tendințele de speriat ale lui Shaggy și Scooby au fost tonifiate în jos în mod considerabil.
La fel de mult ca Cele 13 fantome ale lui Scooby-Doo pe ABC în 1985 (care aveau fantome și monștri adevărați) și scurt-metrajele Scooby Doo și Scrappy-Doo în 1980, serialul este diferit față de seria "escrocii mascându-se în fantome și monștri". Fred Jones, Daphne Blake și Velma Dinkley încă fac apariții ocazionale. Au apărut doar în două episoade din primul sezon. Fred și Daphne au făcut un cameo mut într-un episod din sezonul doi unde nu erau lăsați la petrecere. Siluetele lor fug în jurul ecranului în tema de început printre care și siluetele tuturor personajelor principale ale serialului.
Shaggy și Scooby-Doo fac echipă a fost inițial un înlocuitor pentru Ce e nou, Scooby-Doo? în Scandinavia, în 2009, dar a eșuat după o lună de difuzare. Recent a reînceput să se difuzeze.

## Premis
Premisul serialului se învârte în jurul faptului că unchiul incredibil de bogat al lui Shaggy Rogers, numit Albert Shaggleford, dispare și îl numește pe Shaggy unicul său descendent pentru o moștenire. Cu ajutorul moștenirii, Shaggy a modernizat Mașina Misterelor dar acum are abilitatea să se transforme în alte vehicule, cum ar fi "Mașina de făcut hotdog".
Doctorul Albert Shaggleford avea câțiva dușmani înainte să dispară. Dintre cei mai periculoși se află geniul malefic arhetipal și piratul tehnologiei care vrea să cucerească lumea și să devină immortal—Doctorul Phineas Phibes (al cărui nume vine de la răufăcătorul lui Vincent Price, Abominabilul doctor Phibes). Doctorul Phibes recrută numeroși parteneri și slujitori ca să-l ajute cu planurile sale, printre care Doctorul Trebla.
Se presupune că doctorul Shaggleford a fost, mai presus că era bogat, un inventator în propriul său drept, și descendentul său tânăr fără indicii este acum în posesia unei nanotehnologii foarte interesante. Formula nanotehnologică top secretă a fost amestecată cu Scooby Snacksuri care, mâncate, cauzează o varietate de efecte secundare de salvat ziua.
Shaggy și Scooby-Doo au o misiune: înarmați cu Mașina Misterelor modernazită, un robot loial servitor numit Robi, noua lor bogăție, și Scooby Snacksurile noi și îmbunătățite, treibuie să oprească planurile malefice ale lui Phineas Phibes și să salveze lumea. În episodul 2, Shaggy actualizează Mașina Misterelor din forma sa inițială într-un vehicul de transformare de înaltă tehnologie. Deși, de-obicei se transformă în mașini inapropiate pentru sarcinile la îndemână (deși, în episodul 11, se transformă în vehicule apropiate pentru a termina Ursul Polar 3000). În timpul lor liber, Shaggy și Scooby sunt fanii serialului Bucătarul de Oțel, faimosul dezlegător de mistere Chad Chatington și robotul gigantic de luptat cu monștri numit Badgerly, Adverbul.
În coincidență asta nu este prima oară când Frank Welker a jucat animalul lui Scott Menville de vreme ce doi dintre ei l-au jucat pe Ma-Ti (Menville) și maimuța sa de companie Suchi (Welker) în desenul din 1990-96 Captain Planet.
O altă coincidență este Scott Menville jucându-l pe Shaggy, un personaj anterior jucat de Casey Kasem. Amândoi actorii de asemenea i-au jucat pe Robin în Tinerii Titani și Superprietenii, respectiv.

## Personaje
- Scooby-Doo
- Shaggy Rogers
- Robi - Robi este majordomul robot al lui Shaggy și Scooby. El este fie defectiv fie un experiment eșuat dar oricum are o tendință să meargă prin pereți și alte chestii distructive fără să se gândească de două ori. Este și un fel de bucătar pentru cei doi, deși gătește foarte prost. El proiectează holograme cu Unchiul Albert când acesta vrea să vorbească cu Shaggy. De-asemenea îi zice lui Scooby "Rooby Roo" din cauza neînțelegerii corecte a limbii lui.
- Dr. Albert Shaggleford - Unchiul bogat al lui Shaggy și un geniu inventator. Mereu îi trimite transmisii sub formă de holograme lui Shaggy dintr-o locație necunoscută când Phibes face ceva. În ultimul episod a fost descoperit că era tot timpul sub acoperire ca Dr. Trebla (dacă inversezi cuvântul „Trebla” îți iese „Albert”) dând mesaje lui Shaggy din bârlogul lui Phibes. El este alergic la alune.
- Dr. Phineus Phibes - Principalul personaj negativ al serialului. În tinerețea sa a lucrat la un experiment periculos cu electricitate, ceea ce i-a rupt mâna stângă (acum poartă o proteză care pare să funcționeze ca un cuțit de armată elvețiană) și l-a transformat într-un paratrăsnet, din cauza asta ieșind rar afară pentru a se apăra de fulgerare, indiferent de vreme.
- Dr. Trebla - Dr. Trebla este mâna dreaptă a lui Phineus Phibes care-i dă sfaturi și-l vede ca un companion statornic. În ultimul episod s-a aflat că a fost Dr. Albert tot timpul, lucrând sub acoperire descoperind cum putea da informații lui Shaggy despre doctorul Phibes. Un indiciu înainte de asta a fost faptul că numele său este rostit invers ca „Albert”.
- Agentul 1 - Agentul 1 este serios și îi urăște pe Shaggy și Scooby. El lucrează de-obicei cu Agentul 2, mult spre enervarea sa, și este al doilea în comandă. Agentul 1 nu crede niciodată ce-i zic agenții până când nu vede adevărul, în 'Zoinksman'. Mereu i se zice să-l lovească pe Agentul 2 când acesta îl enervează pe Phibes. El este singurul care este mai ușor enervat de Agentul 2 decât este Phibes.
- Agent 2 - Agentul 2 este un om prostuț care-și urăște numele și vrea să i se zică altfel. Printre abilitățile sale se numără un ninja în 'High Society Scooby' și un concurent de curse numit Dr. Viteză (en. Dr. Speed). Într-un episod s-a aflat că numele său real este Jeff, o referință la numele actorului care-l joacă.
- Agent 3 - Agentul 3 este un agent scund dar în unele episoade este un mare prieten.
- Agent 4 - Agentul 4 este un agent negru și puternic cu temperament negativ.
- Agent 5 - Agentul 5 este un extraterestru scund, verde și cu ochi de gândac care folosește diverse efecte sonore ca vorbire.
- Agent 7 - Agentul 7 mai este știut ca „Terminatra” pentru că este vicios și are o mulțime de arme de înaltă tehnologie.
- Agent 9 - Agentul 9 se transformă într-o muscă în 'Shaggy and Scooby World'.
- Agent 13 - El este tatăl doctorului Phibes mai în vârstă căruia-i place să-și curețe nasul cu un curățător de nas. Apare ca fiind ghinionist și-l folosește spre avantajul său.

## Vocile în engleză
- Scooby-Doo - Frank Welker
- Shaggy Rogers - Scott Menville
- Phineus Phibes - Jeff Bennett
- Robi - Jim Meskimen
- Albert Shaggleford - Casey Kasem
- Trebla - Scott Menville
- Fred Jones - Frank Welker
- Daphne Blake - Grey DeLisle-Griffin
- Velma Dinkley - Mindy Cohn

## Episoade
Sezonul 2 nu a fost difuzat în România.
| Premiera originală    | Premiera în România | N/o | Titlu român                      | Titlu englez                           |
| --------------------- | ------------------- | --- | -------------------------------- | -------------------------------------- |
|                       |                     |     |                                  |                                        |
| SEZONUL 1 (2006-2007) |                     |     |                                  |                                        |
|                       |                     |     |                                  |                                        |
| 23.09.2006            | 12.05.2007          | 01  | Shaggy devine milionar           | Shags to Riches                        |
|                       |                     |     |                                  |                                        |
| 30.09.2006            | 13.05.2007          | 02  | Mai multe bomboane pentru Scooby | More Fondue for Scooby-Doo!            |
|                       |                     |     |                                  |                                        |
| 07.10.2006            | 19.05.2007          | 03  | Scooby în inaltă societate       | High Society Scooby                    |
|                       |                     |     |                                  |                                        |
| 04.11.2006            | 26.05.2007          | 04  | Petrecere cu bucluc              | Party Arty                             |
|                       |                     |     |                                  |                                        |
| 11.11.2006            | 27.05.2007          | 05  | Casa inteligentă                 | Smart House                            |
|                       |                     |     |                                  |                                        |
| 18.11.2006            | 20.05.2007          | 06  | Fulgerul lovește de două ori     | Lightning Strikes Twice                |
|                       |                     |     |                                  |                                        |
| 03.02.2007            | 02.06.2007          | 07  | Nu hrăniți animalele             | Don’t Feed the Animals                 |
|                       |                     |     |                                  |                                        |
| 10.02.2007            | 02.06.2007          | 08  | Misterul detectivilor dispăruți  | Mystery of the Missing Mystery Solvers |
|                       |                     |     |                                  |                                        |
| 17.02.2007            | 01.06.2007          | 09  | Bucătari de oțel                 | Chefs of Steel                         |
|                       |                     |     |                                  |                                        |
| 24.02.2007            | 03.06.2007          | 10  | Aproape fantome                  | Almost Ghosts                          |
|                       |                     |     |                                  |                                        |
| 03.03.2007            | 03.06.2007          | 11  | Bară la bară                     | Pole to Pole                           |
|                       |                     |     |                                  |                                        |
| 28.04.2007            | 03.06.2007          | 12  | Probleme mari                    | Big Trouble                            |
|                       |                     |     |                                  |                                        |
| 05.05.2007            | 03.06.2007          | 13  | Operațiunea câinele și puștiul   | Operation Dog and Hippy Boy            |
|                       |                     |     |                                  |                                        |
| SEZONUL 2 (2007-2008) |                     |     |                                  |                                        |
|                       |                     |     |                                  |                                        |
| 22.09.2007            |                     | 14  | '                                | Shaggy and Scooby World                |
|                       |                     |     |                                  |                                        |
| 29.09.2007            |                     | 15  | '                                | Almost Purr-fect                       |
|                       |                     |     |                                  |                                        |
| 06.10.2007            |                     | 16  | '                                | Inside Job                             |
|                       |                     |     |                                  |                                        |
| 13.10.2007            |                     | 17  | '                                | Zoinksman                              |
|                       |                     |     |                                  |                                        |
| 03.11.2007            |                     | 18  | '                                | The Many Faces of Evil                 |
|                       |                     |     |                                  |                                        |
| 10.11.2007            |                     | 19  | '                                | Cruisin’ for a Bruisin’                |
|                       |                     |     |                                  |                                        |
| 01.12.2007            |                     | 20  | '                                | There Is a Doctor in the House         |
|                       |                     |     |                                  |                                        |
| 26.01.2008            |                     | 21  | '                                | Super Scary Movie Night                |
|                       |                     |     |                                  |                                        |
| 02.02.2008            |                     | 22  | '                                | Runaway Robi                           |
|                       |                     |     |                                  |                                        |
| 16.02.2008            |                     | 23  | '                                | Don’t Get a Big Head                   |
|                       |                     |     |                                  |                                        |
| 23.02.2008            |                     | 24  | '                                | Scooby Dudes                           |
|                       |                     |     |                                  |                                        |
| 08.03.2008            |                     | 25  | '                                | Zoinks The Wonder Dog                  |
|                       |                     |     |                                  |                                        |
| 15.03.2008            |                     | 26  | '                                | Uncle Albert Alert                     |
|                       |                     |     |                                  |                                        |

## Legături externe
- Shaggy și Scooby-Doo fac echipă la Internet Movie Database
- Shaggy și Scooby-Doo fac echipă la TV.com